# ペンハリガン

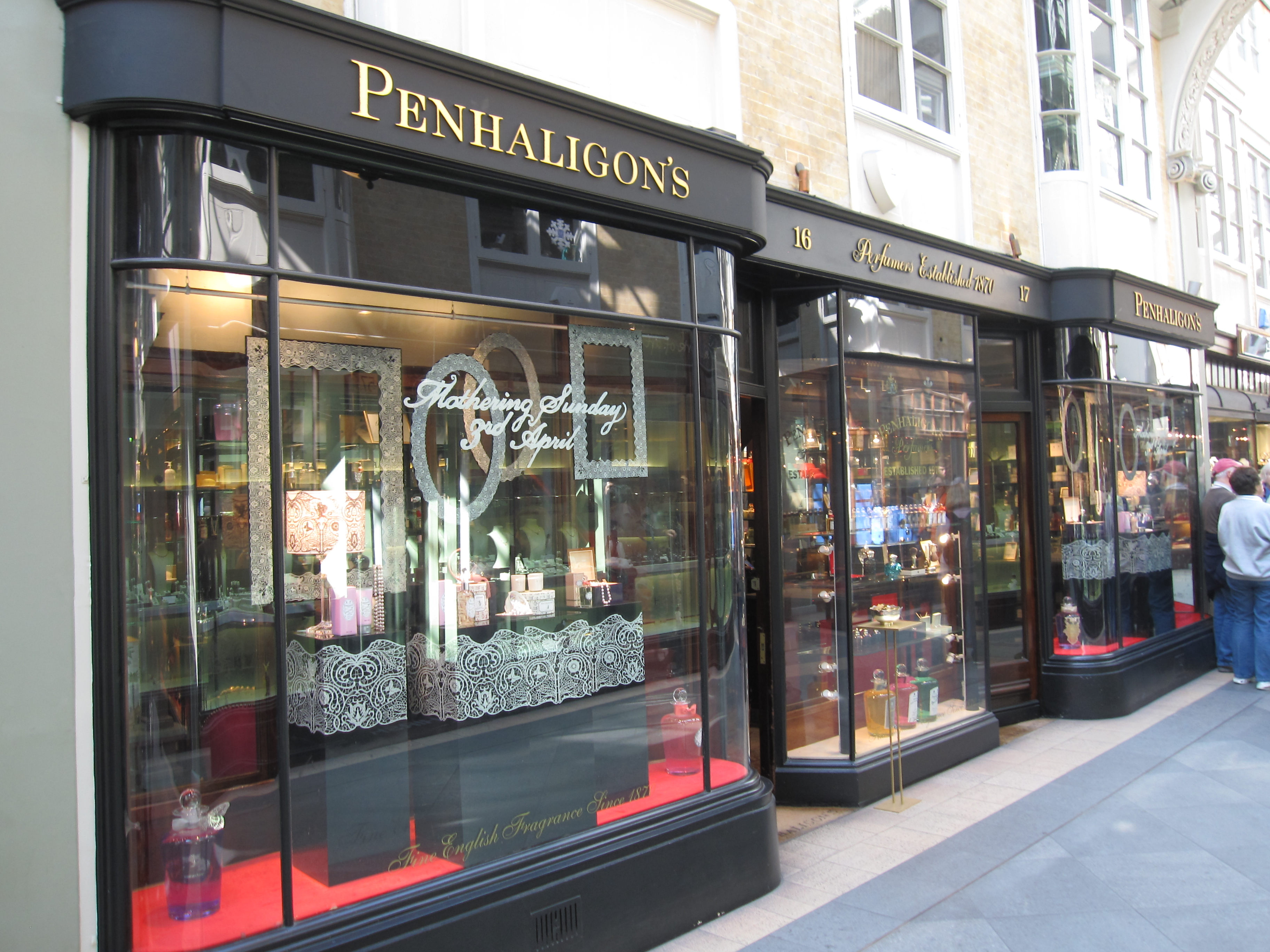
ロンドン、バーリントン・アーケードのペンハリガンの店舗

ペンハリガン（Penhaligon's）は、1870年にウィリアム・ヘンリー・ペンハリガンが設立したイギリスの香水メーカーである。ペンハリガンはコーンウォール出身の理容師で、ロンドンに出た後、宮廷理容師及び調香師としてヴィクトリア女王に仕えた。1903年にアレクサンドラ王妃から初のロイヤル・ワラントを受け、現在はエディンバラ公（1956年）およびプリンス・オブ・ウェールズ（のちのチャールズ3世、1988年）が授与した2つのロイヤル・ワラントを保有している。

## 歴史
最初の店は、ウィリアム・ペンハリガンが理容師として働いていたジェルマイン・ストリートのハンマームの隣に位置していた。2号店はセント・ジェームズ・ストリート33番地で、ジェルマイン・ストリート店とは裏側でつながっていた。1920年代後半に事業拠点をバリー・ストリートへと移転。1941年のロンドン大空襲で、最初の店舗は破壊されたが、バリー・ストリートの店舗は無事に残っていた。1975年、シェイラ・ピックルズと、彼女に助力したイタリアの映画監督フランコ・ゼッフィレッリによって新たな店舗がコヴェント・ガーデンにオープンする。当時自身のアシスタントを務めていたピックルズからペンハリガンのブランドの取得を勧められたゼッフィレッリは、ヴィスコンティが使用していたハマン・ブーケの香りに魅了されていたこともあり、同社の買収を決めた。ピックルズはウィリアム・ペンハリガンが残した調香を受け継ぎつつ、新たな調香師を雇用し、女性を対象とした伝統的なフローラルな香りの作品を導入した。特に、ユニークで特徴的な『ブルーベル』は、今なおベストセラーとなっている。
2015年1月23日付けで、スペインの化粧品メーカーのプーチが、アメリカを拠点とするプライベート・エクイティ・ファームからフランスの香水メーカーのラルチザンとペンハリガンの株式を取得、現在は両社ともプーチの傘下にある。

## 店舗
ロンドンには、コヴェント・ガーデンの旗艦店のほか、バーリントン・アーケード、リージェント・ストリート、メイフェア、キングス・ロード、イズリントン及び王立取引所店があり、最近では、コヴェント・ガーデンに2軒目の店舗がオープンした。ロンドン以外でも、エディンバラ、ケンブリッジ、チェスターのほか、パリ、ニューヨーク、香港、シンガポールなどに支店を持ち、国際的な事業展開を行っている。

## 主な製品

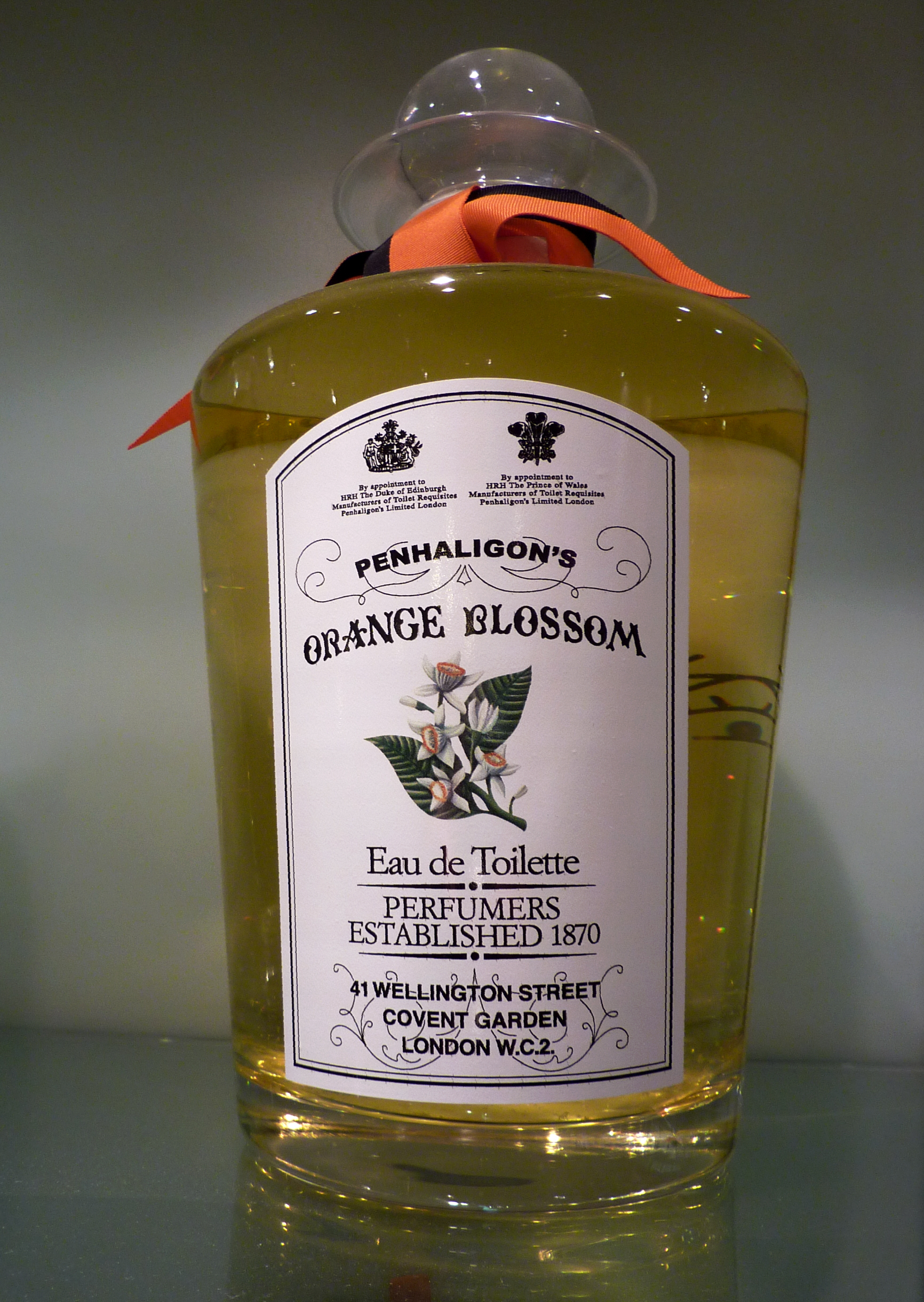
ペンハリガンのオー・ド・トワレ『オレンジ・ブロッサム』

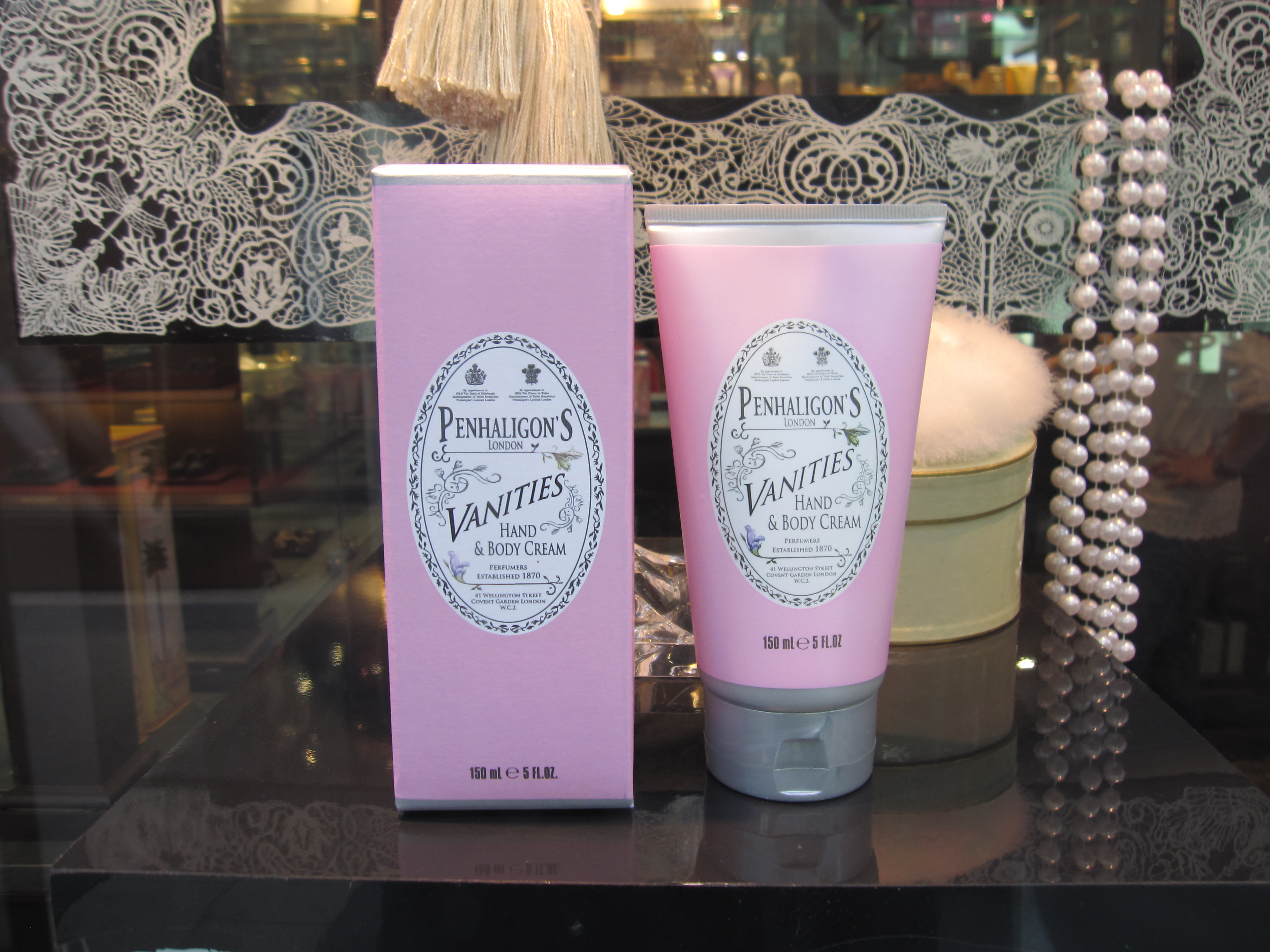
ペンハリガンの『ヴァニティーズ』ハンド＆ボディクリーム

- ハマン・ブーケ：1872年。ペンハリガンが発表した初の香水。
- ブレナム：ブーケ：1902年。ブレナム宮殿に居住していたマールバラ公の注文を受けて製作され、ウィンストン・チャーチルも愛用していたもの[8]。
- イングリッシュ・ファーン：1911年
- リリー・オブ・ザ・バレー：1976年
- バイオレッタ：1976年
- ブルーベル：1978年
- ビクトリアン・ポージー：1979年（販売終了）
- エリザベサン・ローズ：1984年
- ラケット：1989年（販売終了）
- コルヌビア：1991年
- クァーカス：1996年
- カスティーユ：1998年
- アルテミジア：2002年
- エンディミオン：2003年
- マラバー：2003年
- ラバンデュラ：2004年
- エレニシア：2005年
- オーパス1870：2005年。ペンハリガンの創業を記念して製作された。
- アマランシィ：2009年（発売終了）
- サルトリアル：2010年
- ジュニパー・スリング：2011年。2012年にFiFiフレグランス財団賞（英語版）のLuxe Men部門にノミネートされた[9]。
- ピオヌーヴ：2012年
- ヴァーラ：2013年。マハーラージャ、ガジュ・シン2世のために製作された。
- アイリス・プリマ：2013年。イングリッシュ・ナショナル・バレエとのコラボレーションにより製作された[10]。
- バイオリア：2014年。ペンハリガンの過去の作品から製作されたベイラムトニックの現代版。

2009年7月から2011年までの期間に、過去の作品から「アンソロジー・コレクション」として以下のような作品の販売を開始した。
- オー・ド・コローニュ：1927年（販売終了）
- ジゾニア：1930年
- オー・ド・ヴェルヴェーヌ：1949年（販売終了）
- エクストラクト・オブ・ライム：1963年（販売終了）
- ガーデニア：1976年
- ナイト・センテッド・ストック：1976年
- オレンジ・ブロッサム：1976年
- ジュビリー・ブーケ：1977年（販売終了）
- エスプリ・ド・ロワ：1983年
- オー・サン・パレイユ：1988年